# Opius latitemporalis
Opius latitemporalis är en stekelart som beskrevs av Fischer 1964. Opius latitemporalis ingår i släktet Opius och familjen bracksteklar. Inga underarter finns listade i Catalogue of Life.